# Березки (роз'їзд)
Бере́зки (біл. Бяро́зкі) — залізничний роз'їзд (до 2 жовтня 2017 року — залізнична станція) Гомельського відділення Білоруської залізниці на перетині східної обхідної лінії Гомельського залізничного вузла та лінії Гомель — Унеча між станціями Іпуть, Ларищево та Новобілицька. Розташований в однойменному селі Березки Гомельського району Гомельської області.

## Пасажирське сполучення
Приміський рух здійснюється поїздами регіональних ліній економкласу сполученням Гомель — Добруш.